# Кретциг, Хельмут
Хельмут Кретциг (нем. Helmut Krätzig; 23 октября 1933, Аугсбург, Бавария — 9 июля 2018) — теле- и кинорежиссёр ГДР.

## Биография
Родился в 1933 году в Аугсбурге.
В кинематографию попал случайно, изучал германистику у Ханса Майера в Лейпциге, одновременно в конце 1950-х стал работать ассистентом режиссёра в постановках DFF, в первую очередь режиссёра Георга Леопольда, а с 1960 года сам стал режиссёром телефильмов.
Специализировался на криминальных сериалах — снял несколько десятков эпизодов сериалов «Мигалка» и «Слово имеет прокурор», 20 эпизодов сериала «Телефон полиции — 110», криминальные фильмы «Пансион Буланка» (1964) и «Милые бестии» (1983), военно-детективный сериал «Тайный отряд».
Критикой ГДР считался одним из режиссёров, которые «нашли слишком отличительную индивидуальность в тканевой оболочке телевизионного фильма».
В 1970 году награждён орденом «Знамя Труда».
В 1988 году за 111-й эпизод сериала «Телефон полиции — 110» получил премию ГДР «Золотой экран».
В 1989 году стал лауреатом Художественной премии ГДР.
После объединения Германии работал до середины 2000-х годов, продолжая снимать криминальные сериалы, такие как «Дело на двоих».
Умер в 2018 году.